# Viviane Sassen
Viviane Sassen (ur. 5 lipca 1972) – holenderska fotograf duńskiego pochodzenia. Urodzona w Amsterdamie gdzie obecnie mieszka i pracuje. Zajmuje się zarówno fotografią artystyczną jak i reklamową (komercyjną). Jej prace charakteryzują się mocnymi kolorami; geometrycznymi, abstrakcyjnymi  kształtami. Znana jest z tego, że w swoich pracach w sposób surrealistyczny wykorzystuje ludzkie postacie. Na jej twórczości bardzo wyraźnie odbił się fakt dorastania w Kenii.

## Życiorys
Dzieciństwo (pomiędzy 2-5 rokiem życia) spędziła na wsi w Kenii, gdzie ojciec prowadził klinikę leczenia polio. Po powrocie do Holandii początkowo interesowała się projektowaniem mody. W latach 1990–92 studiowała ją w Hogeschool voor de Kunsten Arnhem. W międzyczasie pracowała jako modelka dla Viktor & Rolf. Następnie w latach 1992-96 studiowała fotografię na Hogeschool voor de Kunsten Utrecht. Studia magisterskie ukończyła w 1997 roku na Ateliers Arnhem. Pracę dyplomową pisała na temat Nan Goldin, Larry Clark, Araki oraz Richarda Billinghama – ówczesnych fascynacji i inspiracji Sassen.

## Kariera
Pierwsze prace Sassen opublikowane zostały w 2000 roku, w magazynie literackim Austerlitz.
W 2007 roku otrzymała holenderską nagrodę Prix de Rome. W 2011 roku zdobyła nagrodę Infinity Award for Applied and Fashion Photography za fotografię użytkową i modową. W 2015 roku została nominowana do nagrody Deutsche Börse Photography Prize za wystawę Umbra.
Tworzy fotografie do kampanii reklamowych takich marek jak Miu Miu, Stelli McCartney i Louisa Vuittona. Prace te wystawione były w nowojorskiej MoMA na wystawie New Photography w 2011 roku.
Prace Sassen doczekały się szeregu publikacji. Często są wystawiane na zarówno na wystawach indywidualnych jak i zbiorowych.

## Cykle fotograficzne
- 2002-04 – Die Son Sien Alles;
- 2004-08 – Flamboya;
- 2007-11 – Parasomnia;
- 2014 – UMBRA;
- 2014 – Etan & Me;
- 2014 – Pikin Slee;
- 2017 – Heliotrope;
- 2017 – Of Mud and Lotus;
- 2017 – Roxane II;
- 2020 – Venus & Mercury[8].

## Wystawy indywidualne (wybrane)
- 2001 – I see you gorgeous blossom special, Fotofestival Naarden, Naarden Vesting, Holandia;
- 2010 – Flamboya, Danziger Projects, Nowy Jork;
- 2012 – Parasomnia, Stevenson, Kapsztad, RPA.
- 2013 – In and Out of Fashion', Les Rencontres d’Arles Photo Festival, Arles, Francja;
- 2014 – Pikin Slee and Etan & Me, Stevenson Gallery, Kapsztad, RPA.
- 2014 – Umbra, Nederlands Fotomuseum, Roterdam, Holandia;
- 2014 – Analemma: Fashion Photography 1992 – 2012, Photographer's Gallery, Londyn[4].

## Wystawy zbiorowe
- 2011 – New Photography 2011, Museum of Modern Art, Nowy Jork;
- 2012 – The Youth Code, Daegu Photo Biennale, Korea Południowa[4].

## Nagrody (wybrane)
- 2007 – Prix de Rome za cykl Ultra Violet photography z Afryki, Holandia;
- 2011 – Infinity Award – w kategorii Applied/Fashion/Advertising, International Centre of Photography, Nowy Jork, USA;
- 2013 – Gold Medal Deutscher Fotobuchpreis za książkę In and Out of Fashion, Stuttgart, Niemcy;
- 3013 – Kees Scherer Award za najlepszą fotoksiążkę In and Out of Fashion, Kees Scherer Foundation, Amsterdam, Holandia;
- 2015 – Honorowe Stypendium Królewskiego Towarzystwa Fotograficznego, Stuttgart, Niemcy;
- 2015 – Nagroda Davida Octaviusa Hill nadany przez Niemiecką Akademię Fotografii;
- 2016 – Gold Medal Deutscher Fotobuchpreis za książkę Umbra, Stuttgart, Niemcy[4].

## Publikacje
- Flamboya. Contrasto, 2008. ISBN 978-88-6965-139-7 – https://www.vivianesassen.com/books/flamboya/
- Sol & Luna. Libraryman, 2009. ISBN 978-91-86269-24-1 – https://www.vivianesassen.com/books/sol-luna/
- Parasomnia. Prestel, 2011, ISBN 978-3-7913-4521-5 – https://www.vivianesassen.com/books/parasomnia/
- Die Son Sien Alles. Libraryman, 2011. ISBN 978-91-86269-19-7 – https://www.vivianesassen.com/books/die-son-sien-alles/
- Roxane. Oodee, 2012. ISBN 978-0-9570389-1-2 – https://www.vivianesassen.com/books/roxane/
- In and Out of Fashion. Prestel, 2012. ISBN 978-3-7913-4828-5 – https://www.vivianesassen.com/books/in-and-out-of-fashion/
- Etan & Me. Oodee, 2013. ISBN 978-0-9570389-4-3 – https://www.vivianesassen.com/books/etan-me/
- Lexicon. Art Beat, 2014. ISBN 978-4-902080-48-3 – https://www.vivianesassen.com/books/lexicon/
- Pikin Slee. Presetel, 2014. ISBN 978-3-7913-4953-4 – https://www.vivianesassen.com/books/pikin-slee/
- Umbra. Oodee, 2014. ISBN 978-0-9570389-50 – https://www.vivianesassen.com/books/umbra-odee/
- Sketches. Kominek Books, 2015. ASIN B006Q355EG – https://www.vivianesassen.com/books/sketches/
- Umbra (Prestel). Prestel, 2015. ISBN 978-3-7913-8160-2 – https://www.vivianesassen.com/books/umbra-prestel/
- Roxane II. Odee, 2017. ISBN 978-0-9570389-9-8 – https://www.vivianesassen.com/books/roxane-ii/
- Of Mud And Lotus. Art Beat, 2017. ISBN 978-4-902080-48-3 – https://www.vivianesassen.com/books/of-mud-and-lotus/
- Heliotrope. TBW, 2018. ISBN 978-1-942953-33-3 – https://www.vivianesassen.com/books/heliotrope/
- Hot Mirror. Prestel, 2018. ISBN 978-3-7913-8476-4 – https://www.vivianesassen.com/books/hot-mirror/[9]